# Megadytes lherminieri
Megadytes lherminieri là một loài bọ cánh cứng trong họ Bọ nước. Loài này được Guérin-Méneville miêu tả khoa học năm 1829.